# 奧爾德伯利森 (阿拉巴馬州)
奧爾德伯利森（英語：Old Burleson）是一個位於美國阿拉巴馬州富蘭克林縣的非建制地區。該地的面積和人口皆未知。

## 地理
奧爾德伯利森的座標為34°24′39″N 88°02′12″W / 34.41083°N 88.03666°W，而該地最高點為海拔高度190米（即620英尺）。